# Tradescantia velutina
Tradescantia velutina là một loài thực vật có hoa trong họ Commelinaceae. Loài này được Kunth & C.D.Bouché miêu tả khoa học đầu tiên năm 1848.